# Лох-Ри
Лох-Ри (англ. Lough Ree, ирл. Loch Rí) — озеро, расположенное в Ирландии на реке Шаннон; одно из трёх больших озёр на этой реке и одно из тех озёр Ирландии, в которых видели лошадиноголовое чудовище (трое священников 18 мая 1960 года); в 2001 году на озере прошла поисковая экспедиция, освещавшаяся в СМИ Ирландии. Кроме того, в озере, по легенде, скрывается подводный город с собором.
Епископом данной местности некогда был племянник Святого Патрика.